# 北海道 女だけの相撲大会
北海道 女だけの相撲大会（ほっかいどう おんなだけのすもうたいかい）は、北海道福島町で毎年5月の母の日に開催される相撲大会。
福島町は、千代の山、千代の富士の2横綱を輩出した町である。この相撲大会は、その福島町にある川濯神社(福島大神宮の末社で女性守護の神を祀る)が1991年に創建500年を迎えた際に、およそ10年ぶりに催されることになった奇祭である〈女だけの祭礼行列〉の奉祝奉賛行事として、福島大神宮境内の鏡山公園にある土俵で開始されたもので、毎年5月の第2日曜日（母の日）に開催されている。
競技に参加できるのは、18歳以上の女性に限られる。福島町観光協会が主催しており、北海道、福島町、福島町商工会、北海道新聞函館支社、函館新聞社などが後援している。2003年まで弟子屈町で全道女相撲選手権大会が行われていたために、第13回までは〈南北海道女だけの相撲大会〉という名称で開催されていた。